# Jean de Witthem

Armes de la famille
Corsselaar van Wittem

Jean IV Corsselaar van Wittem, ou Jan van Wittem (?, ca. 1550 — Wouw, 1er mai 1588), comte de Zeebrugge, baron de Boutersem, seigneur de Beersel est un noble et militaire des Pays-Bas méridionaux, lors de la guerre de Quatre-Vingts Ans participant aux États généraux des Pays-Bas.
Jan van Wittem appartient à la Maison des Corsselaar. Il est le fils de Maximiliaan Corsselaar de Wittem et Gilette de Halewijn, dame de Boezinge.
En 1577, il devient gouverneur de Maastricht.
Il épouse Maria Margaretha van Merode, fille de Jean IX de Merode, comte de Olen, seigneur de Westerlo, Pietersheim, Diepenbeek, Perwijs, Herlaar, Duffel, Leefdaal, IJsselmonde et Ridderkerk (1530-1602) et Mencia de Glymes, Dame de Walhain et Eigenbrakel (1540-1561).
Maria Margaretha nièce de Jean IV de Glymes, lui succède comme marquise de Bergen op Zoom.
De l'union entre Johan Corsselaar van Wittem et Maria Margaretha van Merode naissent trois filles : 
- Margaretha Corsselaar van Wittem, marquise de Bergen op Zoom (1580 (?)-1627). Elle épouse en 1612 Henri de Bergh, Comte de den Berg-'s Heerenberg (au Pays de Bergh), seigneur de Stevensweert et stadhouder de Gueldre.
- Maria Mencia Corsselaar van Wittem, comtesse de Walhain (avant 1588-1613) mariée en 1599 avec Herman van den Bergh (nl) (stadhouder, comte de 's Heerenberg ; frère d'Henri).
- Ernestine Corsselaar van Wittem, comtesse de Walhain (avant 1588-1649), mariée en 1612 avec Claude François de Cusance, baron de Belvoir et Saint-Julien : parents de Béatrice de Cusance (femme de Charles IV de Lorraine), et de Madeleine de Cusance (2° épouse d'Albert de Bergh, fils de Frédéric — ce dernier étant le frère d'Herman et d'Henri de Bergh ci-dessus)

## Biographie

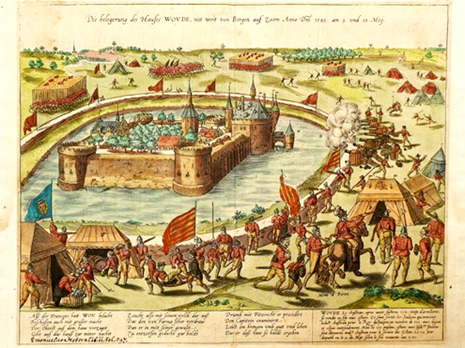
Prise du Château de Wouw le 10 mai 1583.Gravure de Frans Hoogenberg (1537-1590).

Le mariage de JEAN DE WITTHEM avec MARIE MARGUERITE DE MERODE, marquise de Bergen-op-Zoom faisait de lui un des seigneurs les plus fortunés des Pays Bas . Modéré, dans un premier temps, il se range du côté des opposants au fanatisme de PHILIPPE II d’Espagne. Il tente de s'opposer au Sac d'Anvers par la soldatesque espagnole. Il  est membre des Etats Généraux. Il signe le 9 janvier 1577, l'Union de Bruxelles par laquelle les signataires protestants et catholiques, représentant les États des dix-sept provinces, se jurent assistance mutuelle et paix inviolable. Les Etats l'envoyèrent défendre avec des troupes wallonnes Maastricht contre la possible menace espagnole. Le Magitrat et les 23 guildes plutôt catholiques marquèrent leur opposition. La prise de la citadelle de Namur du 24 juillet 1577 par  DON JUAN D'AUTRICHE ; suscite sa crainte. Magistrat de Maastricht accepte finalement JEAN DE WITTHEM et ses troupes dans la ville. Il en est le gouverneur pendant seulement quelques mois. Il démissionne par mécontentement face au refus des États généraux de renforcer la garnison. Faisant suite aux tensions grandissantes entre catholiques et protestants, il reste proche du parti catholique. A Bruxelles, il tente d’interdire les prêches protestants. Les Etats le lui reprochent. Face à ces critiques, il se retire avec sa femme dans son château fortifié de Wouw entre Breda et Bergen-op-Zoom. Il s’y tint à l’écart de la politique en manifestant une neutralité apparente. Mais Bergen-op-Zoom tombe entièrement entre les mains des protestants. Le gouvernement de la marquise y est bafoué. Il décide d’y rétablir l’autorité de sa femme. Il se joint aux troupes espagnoles commandées par CLAUDE DE BERLAYMONT qui venait de prendre Breda le 27 juillet 1581. Le 5 décembre 1581 avec 400 soldats wallons, il s’introduit nuitamment dans Bergen-op-Zoom. Mais la garnison française prêtée aux Etats par le DUC D'ANJOU, commandée par le Colonel DE LA GARDE, est alertée. JEAN DE WITTHEM est mis en déroute. Cet acte est alors considéré comme une trahison. Le 1er février 1582 les Etats confisquent le marquisat qu’ils confient à GUILLAUME D'ORANGE dit le taciturne. JEAN DE WITTHEM se réfugie dans son château de Wouw. Il est défendu pour le compte du roi d’Espagne par 130 soldats italiens et une cinquantaine d’agriculteurs des villages environnants. Le 10 mai 1583, il subit pendant un jour une forte artillerie des troupes françaises recrutées par le duc d’Anjou. Il finit par capituler. A ce moment, une garnison de protestants français du duc d’Anjou occupe Bruxelles. Faute de solde, elle pille et ravage les villes et les villages environnant. Les terres brabançonnes des WITTHEM sont peu sûres. JEAN DE WITTHEM et sa femme n’ont d’autres choix que de se réfugier dans la principauté de Liège. Elle y décède aux environs de 1588 et lui en 1590.